# Vasatunneln
Vasatunneln är en pendeltågstunnel under delar av Vasastaden i Stockholm. Vasatunneln är en del av Citybanan som öppnades 2017. Inom tunnelavsnittet för Vasatunneln ligger Odenplans pendeltågsstation. Tunnelarbetena med Vasatunneln var klara i mitten av år 2015.
Vasatunneln är 1 870 meter lång och avgränsas av Tomtebodatunneln i norr och Observatorielunden i söder, där Norrmalmstunneln vidtar. Berget tas ut via arbetstunneln vid Norra Stationsgatan och en mindre del via tillfartstunneln vid Tomtebodavägen. Totalt rör det sig om 500 000 m³ berg.[källa behövs] Entreprenör är tyska Bilfinger Berger vars entreprenad har ett värde av 1,1 miljard kronor, då ingår även bygget av själva stationen Stockholm Odenplan. Efter tysk bergsmans- och tunnelbyggartradition har arbetstunnelns mynning vid Tomtebodavägen smyckats med hälsningen "Glück auf" som betyder ungefär "Lycka till!".

## Bilder

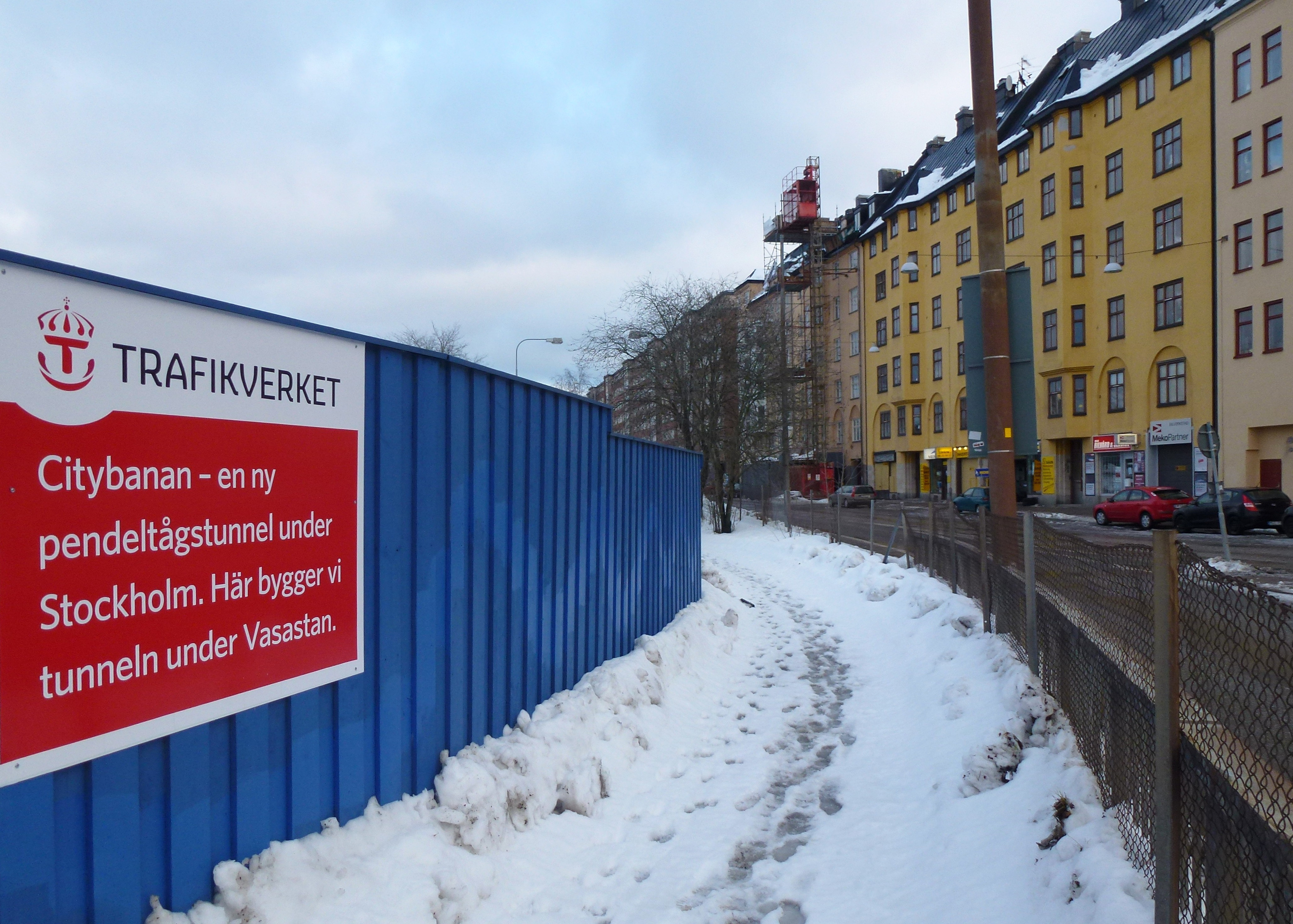
Trafikverkets skylt vid Norra stationsgatan.
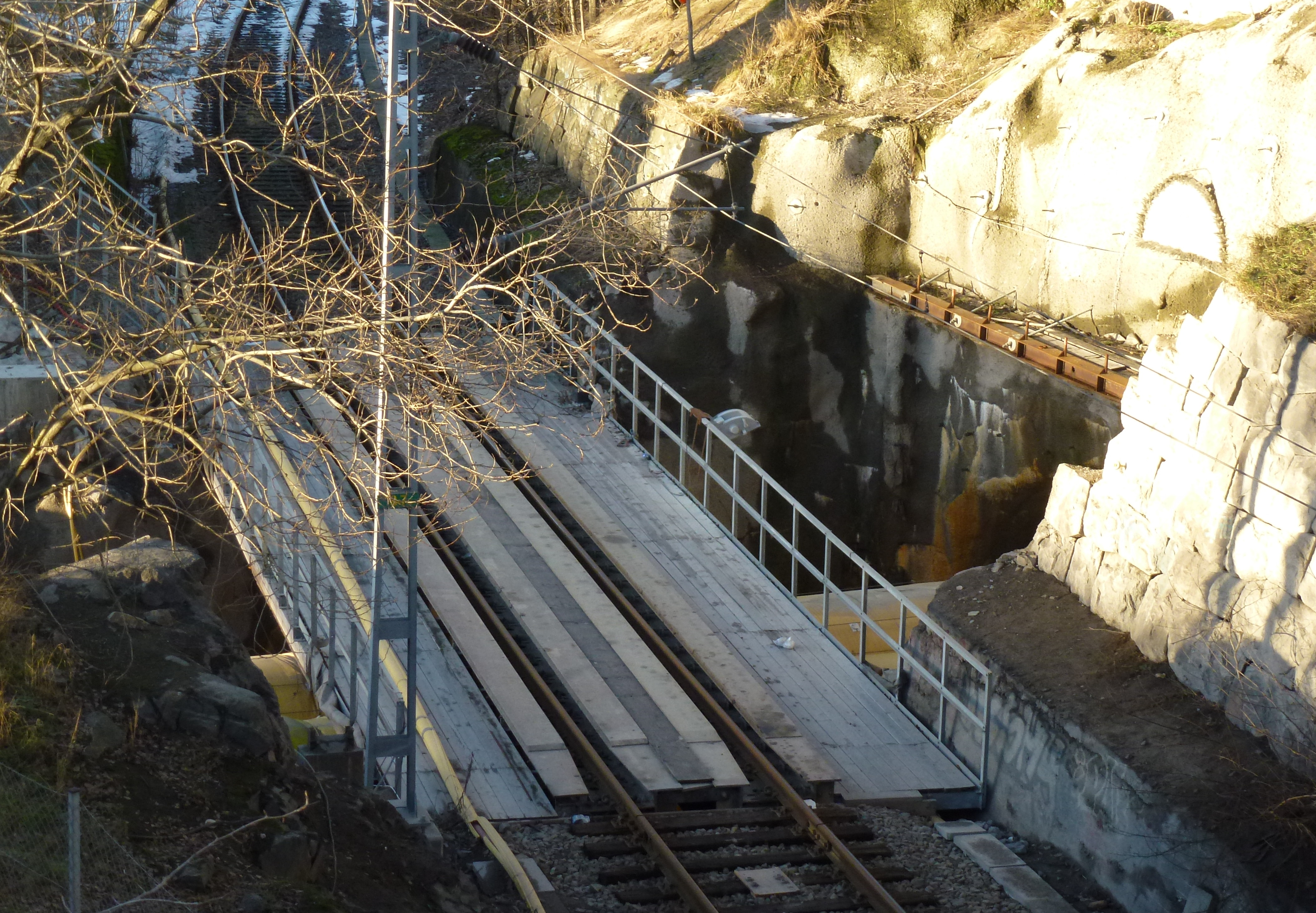
Arbetstunneln vid Tomtebodagatan.
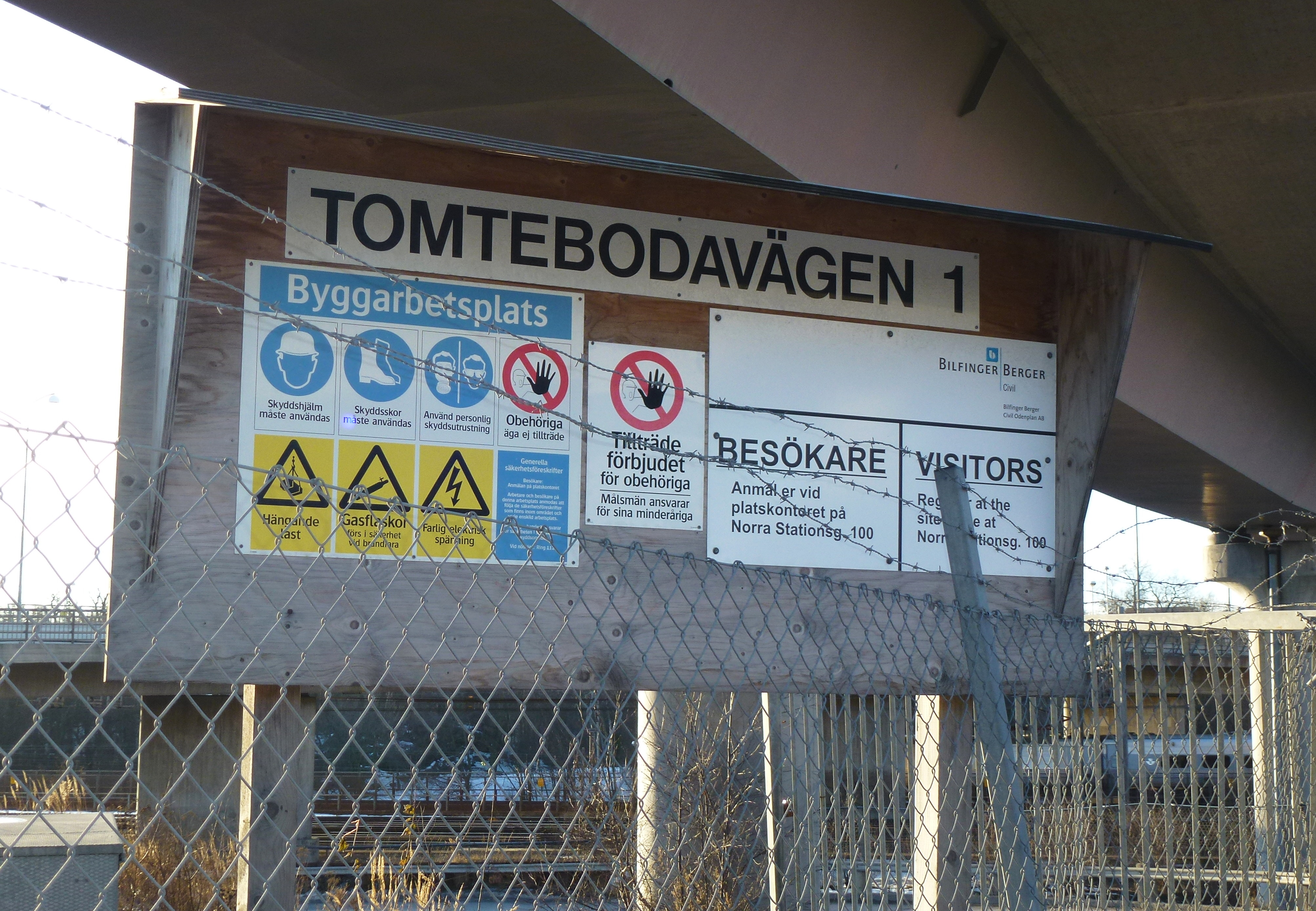
Byggskylt vid Tomtebodavägen 1.
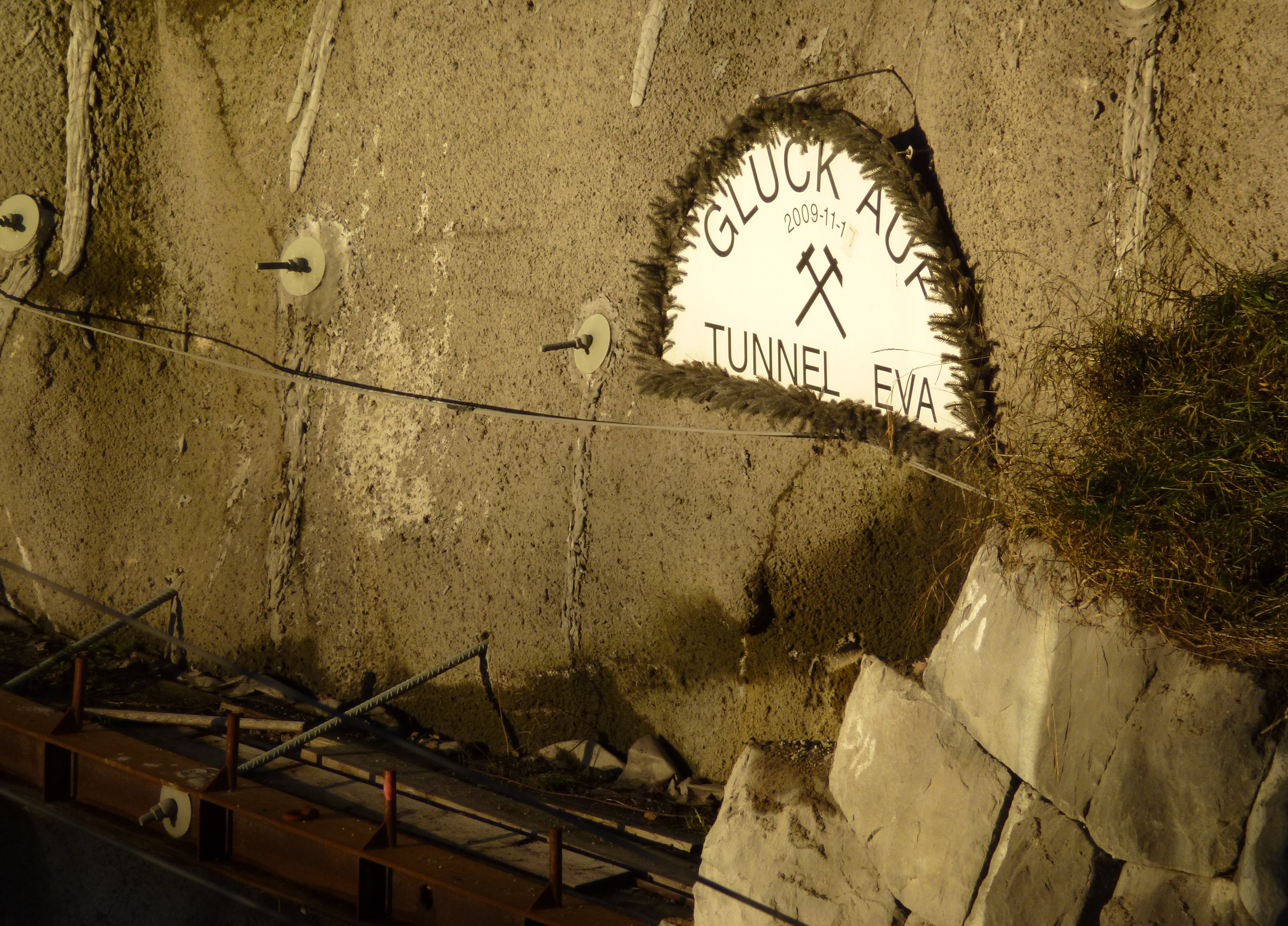
Tunnel Eva "Glück auf", 2013.